# Лукин, Сергей Николаевич (легкоатлет)
Серге́й Никола́евич Луки́н (род. 3 января 1975) — российский легкоатлет, специалист по бегу на длинные дистанции, кроссу и марафону. Выступал на профессиональном уровне в 1997—2016 годах, член сборной России, многократный победитель и призёр первенств национального значения, ряда крупных международных стартов на шоссе. Представлял Санкт-Петербург и Ленинградскую область. Мастер спорта России международного класса.

## Биография
Сергей Лукин родился 3 января 1975 года.
Впервые заявил о себе на всероссийском уровне в сезоне 1997 года, когда на зимнем чемпионате России в Волгограде выиграл серебряную медаль в беге на 3000 метров. Попав в состав российской национальной сборной, выступил на молодёжном европейском первенстве в Турку — здесь завоевал бронзовую награду в дисциплине 5000 метров и стал пятым в дисциплине 10 000 метров.
В 1998 году взял бронзу в беге на 3000 метров на зимнем чемпионате России в Москве, получил серебро на дистанции 4 км на открытом чемпионате России по кроссу в Кисловодске.
В 1999 году одержал победу в беге на 5000 метров на чемпионате России в Туле.
В 2000 году стал серебряным призёром на чемпионате России по полумарафону в Адлере, принимал участие в чемпионате мира по кроссу в Виламуре.
В 2001 году среди прочего стартовал на кроссовом чемпионате мира в Остенде.
В 2002 году победил на чемпионате России по горному бегу в Токсово.
В 2003 году выиграл забеги на 4 и 12 км в рамках весеннего чемпионата России по кроссу в Кисловодске, в беге на 5000 метров финишировал пятым на Кубке Европы во Флоренции и вторым на чемпионате России в Туле. С личным рекордом 2:10:57 пришёл к финишу третьим на Эйндховенском марафоне.
В 2004 году вновь выиграл чемпионат России по горному бегу в Токсово.
В 2005 году получил серебро в дисциплине 8 км на весеннем чемпионате России по кроссу в Жуковском.
В 2006 году стал серебряным призёром на весеннем чемпионате России по кроссу в Жуковском и на чемпионате России по горному бегу в Токсово. Был лучшим на Сибирском международном марафоне и на Бабушкином марафоне в Дулуте, третьим на Стамбульском марафоне.
В 2007 году вновь превзошёл всех соперников на Сибирском международном марафоне, выиграл Московский полумарафон.
В 2008 году отметился победой на Лиссабонском марафоне.
В 2009 году в третий раз выиграл Сибирский международный марафон, одержал победу на чемпионате России по полумарафону в Чебоксарах.
В 2011 году выиграл Рижский полумарафон, финишировал третьим на международном марафоне «Белые ночи» в Санкт-Петербурге.
В 2012 году стал третьим на Стокгольмском марафоне, пробежал 89-километровый ультрамарафон The Comrades.
В 2013 году закрыл десятку сильнейших на чемпионате России по марафону в Москве, вновь стартовал на Comrades.
В 2016 году одержал победу на Череповецком марафоне «Северный край».
За выдающиеся спортивные достижения удостоен почётного звания «Мастер спорта России международного класса».